# Alexi Lalas
Panayotis Alexander "Alexi" Lalas, född 1 juni 1970 i Birmingham, Michigan, USA, är en amerikansk före detta mittback i fotboll.
Sin landslagsdebut för USA gjorde han 1990 och han blev publikfavorit under VM 1994 i USA där han även tog plats som reserv i Världslaget. Förutom sina goda insatser i VM blev han känd för sitt långa röda hår och röda bockskägg. Lalas och Oguchi Onyewu är de enda fotbollsspelare från USA som spelat i Serie A, vilket Lalas gjorde 1994–1996 i Calcio Padova. 
Lalas var tidigare ordförande och general manager för Los Angeles Galaxy i Major League Soccer.